# Hamlet
Hamlet je tragedija angleškega dramatika Williama Shakespeara. Igra je nastala v njegovem tako imenovanem »drugem obdobju« njegovega ustvarjanja v letih med 1601 in 1608, ki štejejo za dramatikovo najzrelejše obdobje. 
Igra je bila večkrat prevedena v slovenščino; njihovi avtorji so med drugim Oton Župančič, Janko Moder in Milan Jesih. 

## Nastanek dela
Tragedija je bila v tiskarski register prvič vpisana leta 1602, kar je pomenilo, da je bila kmalu zatem natisnjena. Med drugim je ob vpisu omenjeno, da je bila igra že uprizorjena v Londonu, Oxfordu in Cambridgeu. Ocenjujejo, da je bila prva izdaja iz leta 1603 natisnjena brez avtorjevega dovoljenja, kajti leto zatem je bila izdana jezikovno mnogo bolj dovršena različica. 
Ocenjujejo, da je Shakespeare snov za igro črpal od predhodnikov. Denimo iz igre Thomasa Kyda Prahamlet. Zgodba o Hamletu je izpričana tudi v zgodnjesrednjeveški zgodovini Saxa Grammaticusa iz 12. stoletja. 
V prvih izdajah igra ni bila razdeljena na pet dejanj. To so bržkone storili kasnejši izdajatelji, ki so želeli Shakespearova dela približati klasičnim vzorom. 

## Osrednji junak
Kraljevič Hamlet je razmišljujoč, razdvojen in premalo odločen človek, kar se odraža v njegovih samogovorih (monologih). To pripomore k nesrečnemu razpletu drame; vse preveč razmišlja o bivanjski problematiki. Občutek ima, da je rojen, da »uravna svet«, a se za to čuti prešibkega. Je razdvojen, to ga pripelje do notranjega razkola in misli o samomoru.
Nekateri književni zgodovinarji povezujejo smrt Shakespearovega enajstletnega sina »Hamneta« (1596) z nastankom in imenovanjem tragedije Hamlet.

## Vsebina tragedije
Tragedija govori o dogodkih na danskem dvoru po smrti kralja Hamleta. Njegovemu sinu, ki mu je prav tako ime Hamlet, se prikaže duh starega kralja in od njega terja maščevanje, saj mora Hamlet po plemiških načelih maščevati očetovo smrt in izdajo v družini. Vdova Gertruda se je namreč komaj mesec po smrti moža, ki naj bi ga ljubila, poročila s svakom Klavdijem, kraljevim morilcem. Hamletu duh zabiča, naj se materi ne maščuje. Hamlet z maščevanjem odlaša in hlini norost, saj se hoče najprej prepričati, če je stric Klavdij res zagrešil umor. Tako izgubi mnogo priložnosti, v dokončno Klavdijevo krivdo pa se prepriča ob igri Mišnica, ko igralci uprizorijo prizor, podoben umoru kralja. Hamlet se tudi zavestno odpove svoji ljubezni, hčerki dvorjana Polonija Ofeliji, ki ga je na očetovo željo zavračala. V prepiru z materjo po nesreči ubije dvorjana Polonija, Ofelijinega in Laertovega očeta. Ofeliji se zmeša in kasneje naredi samomor. Klavdij sluti, da mu je Hamlet nevaren (tudi zaradi tega, ker po pomoti ubije Polonija, ki prisluškuje za zaveso), zato se ga skuša odkrižati. V spremstvu izdajalskih Hamletovih prijateljev Rozenkranca in Gildensterna ga pošlje v podložno Anglijo izterjat davke. Tam naj bi ga ubili, vendar Hamlet prevaro spregleda in se vrne nazaj, Rozenkranca in Gildensterna pa prepusti Angležem. Na pokopališču z zvestim prijateljem Horacijem prisostvujeta pogrebu Ofelije. Skoraj se spopadeta z njenim bratom Laertom, ki Hamleta krivi sestrine smrti. Ustavi ju kralj, ki Laerta nagovori, naj se na videz pobota s Hamletom, v resnici pa se mu bo lahko maščeval med uradnim prijateljskim dvobojem. Laert dobi meč, ki je premazan s smrtonosnim strupom, za povrh pa je kralj Hamletu pripravil še zastrupljeno vino. Kraljica med borbo izpije vino, Laert pa rani Hamleta. Nato med borbo zamenjata meče in še Hamlet zabode Laerta. Ko kraljica umre, Laert prizna zaroto. Hamlet ubije kralja in z Laertom se pred smrtjo pobotata. Tedaj se iz vojaškega pohoda vrne norveški vojskovodja Fortinbras. Hamletove zadnje besede so, naj danski prestol zasede on.

## oznaka oseb
HAMLET:
- inteligenten-bister,
- nepredvidljiv,
- samokritičen,
- sarkastičen,

POLONIJ:
- zahrbten,
- samozavesten,
- spletkarski,

KLAVDIJ:
- dvoličen,
- ljubosumen,
- nepazljiv
- goljufiv,
- nadzoruje ljudi,
- ljubi denar,

LAERT:
- avanturist,
- želi si pravice,

OFELIJA:
- mlada,
- pametna,
- nežna,
- nanjo vplivata oče in brat,

GERTRUDA:
- rada ima svojega sina,
- dvoličnost,
- izdajalstvo,
- nima lastne volje,

DUH:
- odkrit,
- želi si pravice,

HORACIJ:
- spoštljiv,
- zvest,
- pameten,
- zaupanja vreden,